# Lysiana exocarpi
Lysiana exocarpi, vulgarmente conhecida como visco arlequim, é uma espécie de arbusto hemiparasitico, endémico da Austrália. Faz parte da família Loranthaceae e é provavelmente o género mais derivado dessa família com 12 pares de cromossomas. A Loranthaceae é a família mais diversificada do grupo dos visco com mais de 900 espécies em todo o mundo e incluindo as espécies mais conhecidas na Austrália. Os viscos são notáveis por suas relações com outras espécies. Em uma referência inicial ao grupo na Austrália, Allan Cunningham, explorador e primeiro diretor do Royal Botanic Gardens, Sydney, escreveu em 1817: "A Bastard Box é frequentemente muito sobrecarregada com o Loranthus aurantiacus que 'Desprezando o solo, no ar, ela brota, sacode a plumas vermelhas e bate as asas douradas' ".